# 山本正信

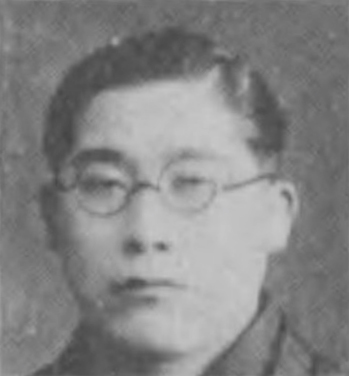
20歳代後半（1934年頃）の山本

山本 正信（やまもと まさのぶ、1905年10月25日 - 1984年6月4日）は、日本の柔道家（講道館9段、大日本武徳会教士）。
選手として戦前の全日本選士権大会で連覇を達成したほか昭和天覧試合や明治神宮大会等でも活躍し、指導者としては出身地の兵庫県にて各学校や警察の柔道師範を務めるなど、昭和時代の柔道界を牽引した柔道家の1人であった。

## 経歴
| 段位 | 年月日（年齢）         |
| ---- | ---------------------- |
| 入門 | 1923年11月20日（18歳） |
| 初段 | -                      |
| 2段  | 1924年1月13日（18歳）  |
| 3段  | 1926年1月10日（20歳）  |
| 4段  | 1929年6月9日（23歳）   |
| 5段  | 1932年1月10日（26歳）  |
| 6段  | 1936年2月22日（30歳）  |
| 7段  | 1941年4月1日（35歳）   |
| 8段  | 1948年5月4日（42歳）   |
| 9段  | 1981年4月28日（75歳）  |

兵庫県神戸市に生まれ、小学校5年次より大日本武徳会兵庫支部にて田辺又右衛門（不遷流）や小角弥三次（天神真楊流）らの元で柔道を始めた。
小角の訓えである「稽古中は絶対に休むな」「どんなに強い相手でも全力を傾倒して倒しにいけ」を子供ながら忠実に守り、これを実行したという。
県立神戸商業学校（現・県立神戸商業高校）に進学してからは藤田軍蔵（起倒流）の薫陶を受けた。この頃の兵庫県中学柔道界には、小谷澄之を大将に全寮制で毎日4-5時間の練習を重ねる御影師範学校や、早川勝をチームの軸に据えて旧制六高の合宿に参加し大人顔負けの稽古を積んだ神戸一中など名だたる強豪がひしめいていた。
そのような状況下で山本は、強豪のライバル達を打ち負かすには彼らをも凌ぐ稽古以外に方法は無いと腹を決め、学校の始業前と昼休みにそれぞれ40分、放課後3時間に加え、夜間は週3回町道場で2時間、更に日曜日と祭日は内田信也が館主を務める順道館にて2時間といった具合に平均で1日5時間以上の猛特訓を重ねた。それでも在学中に御影師範の厚い壁を破る事は叶わず県下大会では優勝できないまま中学校生活を終え、山本をはじめ神戸商業の部員達は悔しさに涙したという。
なお、山本はこの間1923年11月付で講道館へ入門し、翌24年1月には2段位を取得している。
1924年3月に卒業後は家業である精米業を自営し、1928年12月には兵庫県警察部警察官練習所の教師を任ぜられて神戸水上・葺合・相生橋の各署にて柔道師範を務め警察官の指導に汗を流した。1931年以降は県立神戸商業高校、神戸商科大学の両校にて師範、1933年4月より大日本武徳会兵庫支部教授を歴任。
こうして多くの門生の指導に当たる傍ら自身も選手として活躍し、1931年10月の第3回全国警察官大会で個人試合に優勝、1932年11月の第3回全日本選士権では専門壮年前期の部に出場して準決勝戦で“鬼の牛島”こと牛島辰熊6段に優勢負を喫するも3位に食い込んだ。
1933年5月の明治神宮大会では各府県選抜一般の部に出場し予選リーグ戦第1組で業師・田中末吉5段と同点1位となり、田中との決定戦に敗れて決勝リーグ進出はならず（決勝リーグ戦は田中が2勝1分で大会の優勝を飾った）。
1934年5月の皇太子殿下御誕生奉祝天覧武道大会には指定選士として選抜されて予選リーグ戦を勝ち抜き、決勝トーナメント初戦で神田久太郎6段の肩車に辛酸を舐めたものの御前での試合という光栄に浴している。
身長164cm・体重95kgと巌のような体躯を以って支釣込足や跳巻込、内股、大内刈、固技に長じ、この間講道館にて1926年1月に3段、1929年6月に4段、1932年1月には5段に列せられ、大日本武徳会でも1931年に5段となり、1933年に同会教士号を拝受した頃には家業の精米業を辞めて柔道専門家として斯の道に専念した。
山本が選手として最も輝かしい戦績を残したのは1930年代の半ばで、とりわけ1935年および36年の全日本選士権では専門壮年後期の部に出場し連続優勝を果たした実績は特筆される。
35年10月の第5回大会では準決勝戦で富山の強豪・羽田泰文5段を体落に降し、決勝戦では前年の専門壮年前期の部の選士権覇者で山本にとっては因縁の相手でもある田中末吉5段と相見えると、雨の中で両者ずぶ濡れになりながらも最後は山本得意の右跳巻込で田中を宙に舞わせ、明治神宮大会で敗れた雪辱を果たして優勝を成し遂げた。
翌36年11月の第6回大会では準決勝戦で胡井剛一6段を合技で破り、決勝戦では前年と同様に田中末吉6段と選士権を懸けて争う事となった。試合は一進一退の攻防となり延長2回で雌雄決せず、3回目の延長戦でも両者の間に優劣は見られなかった。主審を務める磯貝一の裁定により、一つ遡って2回目の延長戦の際に田中の放った左大外刈の出端を山本が左小内刈で返して田中を横倒しにしたのを判定材料として優勢勝となり、山本は2連覇を達成。
試合後に田中は「こんなバカな判定があるものか」と憤慨し、山本に対し「来年は立派に決着を付けよう」と約束したが、山本はその後支那事変に応召され両者の再戦が実現する事は無かった。
このほか1936年4月の第1回全日本東西対抗大会に西軍選手として出場し羽田泰文6段と引き分けたほか、皇紀2600年を祝す1940年2月の第2回東西対抗大会では姿節雄5段を跳腰で破って、蟹挟の名人と名高い田代文衛5段と引き分けている。
地元・兵庫を中心に遠く海外まで柔道の振興と普及に尽力した山本は1939年4月に神港中学校柔道教師、1940年に兵庫県警察本部師範となって翌41年2月にこれを辞し、以後は41年4月報徳商業、大阪商船報国議会、1944年3月に香港の南支派遣艦隊司令部、同年4月に永安公司にてそれぞれ柔道師範となり後進の指導に当たった。
引き続き現役選手としても精力的で、年齢別を廃すると共に名称から“全”を取って“日本柔道選士権大会”と改称した1941年4月の第10回大会に7段位で出場、しかし当時35歳の山本は初戦で長崎の松田豊5段に優勢負を喫して上位進出はならなかった。
戦後は1947年10月の全関西対全九州対抗大会に全関西軍の主将として出場し、1952年11月の全日本年齢別選手権へ48歳以上の部で出場した記録が残る。また、1945年11月より兵庫県警察本部の師範、49年3月に国家地方警察兵庫県本部の技官、1954年4月に神戸大学師範、1961年10月に神戸税関の師範をそれぞれ務め、加えて1946年に兵庫県柔道協会の初代副理事長に着任し、のち同会副会長や近畿柔道連盟理事などの重責を担って近畿柔道界の大御所として活躍。1948年5月には8段位を允許されている。
山本は戦後の柔道界に対し、試合でのポイント制導入による技の変質について警鐘を鳴らしていた。GHQによる武道禁止の方針に対して当時の柔道界が“柔道は武道でなくスポーツである”と強調し禁止解除へ漕ぎ着けたまでは良かったが、いずれは精神教育の場として再興する予定であった柔道はいつの間にか本来の目的を忘れ観衆本位の柔道へと変質し、山本は当時の現状を非常に嘆いていたという。曰く、「度重なる審判規定の改変は柔道のレスリング化を齎（もたら）し、かつての背負投や足払は失われつつある」「柔能く剛を制す柔道の復活の為、組み方や姿勢に対する審判規定の改善を望む」との事。
1981年4月に当時最高段位であった9段に昇段し、1984年6月に心不全のために死去した。